# 크리스티안 슈라이어
크리스티안 슈라이어(독일어: Christian Schreier, 1959년 2월 4일 ~ )는 독일의 전 축구 선수로 포지션은 미드필더였으며 1988년 하계 올림픽 동메달리스트이다.

## 수상

### 클럽
VfL 보훔
- DFB-포칼 : 4강 (1981-82)

바이어 04 레버쿠젠
- DFB-포칼 : 4강 (1988-89)
- UEFA 유로파리그 : 우승 (1987-88)

### 국가대표팀
독일 올림픽
- 하계 올림픽 : 동메달 (1988)